# Vaxholms försvarsområde
Vaxholms försvarsområde (Fo 46) var ett marint försvarsområde inom svenska marinen som verkade i olika former åren 1942–1975. Försvarsområdesstaben var förlagd i Vaxholms garnison i Vaxholm.

## Historia
Vaxholms försvarsområde bildades  som ett marint försvarsområde den 1 oktober 1942 under namnet Stockholms skärgårds försvarsområde och var underställt chefen för Ostkustens marindistrikt. Den 1 januari 1947 antogs namnet Vaxholms försvarsområde. År 1957 omorganiserades Ostkustens marindistrikt till Marinkommando Ost, vilket bland annat innebar att Stockholms kustartilleriförsvar avskiljdes och bildade en egen myndighet. Vid samma tidpunkt uppgick Vaxholms försvarsområde i Stockholms kustartilleriförsvar.
Inför den så kallade OLLI-reformen, vilken genomfördes inom försvaret åren 1973–1975, föreslog överbefälhavaren 1974 att Vaxholms försvarsområde (Fo 46) skulle avskiljas från Stockholms kustartilleriförsvar (SK). För att istället i freds- och krigstid vara underställd chefen för Stockholms försvarsområde (Fo 44). Dock ansåg överbefälhavaren att Stockholms kustartilleriförsvar fortfarande skulle bibehålla sitt mobiliseringsansvar för kustartilleriet. Därmed upplösts Vaxholms försvarsområde den 30 juli 1975 och uppgick den 1 juli 1975 i Stockholms försvarsområde.

## Förläggningar och övningsplatser
När försvarsområdet bildades förlades dess stab till Vaxholms fästning. Från den 4 december 1944 kom staben samlokaliserad med staben för Vaxholms kustartilleriförsvar i den gamla ingenjörkasernen på Kungsgatan (nuvarande adress Johannesbergsvägen). Ingenjörkasernen hade uppförts 1907 som kasern för 5. kompaniet ur Svea ingenjörkår (Ing 1). Efter att kompaniet upplöstes den 30 september 1939 stod den tom till och från fram till 1944. Åren 1990–1994 avvecklades verksamheten vid Johannesbergsvägen. Åren 2004–2005 blev kasernen återigen känd, det genom den så kallade Vaxholmskonflikten. Kasernen är sedan dess ombyggd till skola, Söderfjärdsskolan.

## Förbandschefer
Förbandschefen titulerades försvarsområdesbefälhavare och var tillika chef för Stockholms kustartilleriförsvar.

- 1942–1946: Generalmajor Harald Engblom
- 1946–1953: Överste Rudolf Kolmodin
- 1953–1957: Överste Sten Puke
- 1957–1963: Överste Sven Haglund
- 1963–1967: Överste Bertil Larsson
- 1967–1975: Överste 1. graden  Curt Karlberg

## Namn, beteckning och förläggningsort
| Stockholms skärgårds försvarsområde | 1942-10-01 | – | 1946-12-31 |
| Vaxholms försvarsområde             | 1947-01-01 | – | 1975-06-30 |

| Fo 45 | 1942-10-01 | – | 1975-06-30 |

| Vaxholms garnison (F) | 1942-10-01 | – | 1975-06-30 |

## Galleri

Vaxholms försvarsområdes stabsbyggnad i Vaxholm
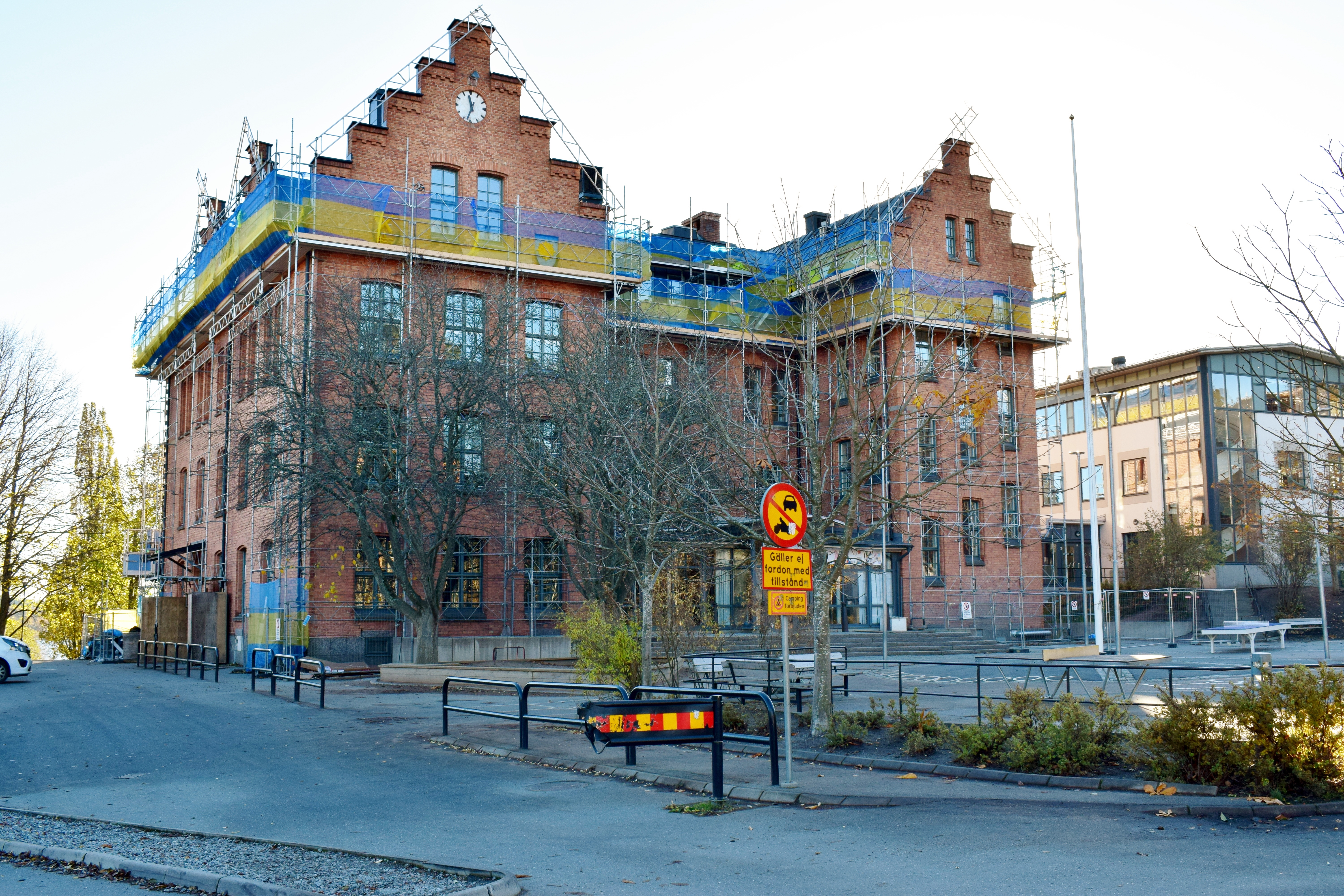
År 2018
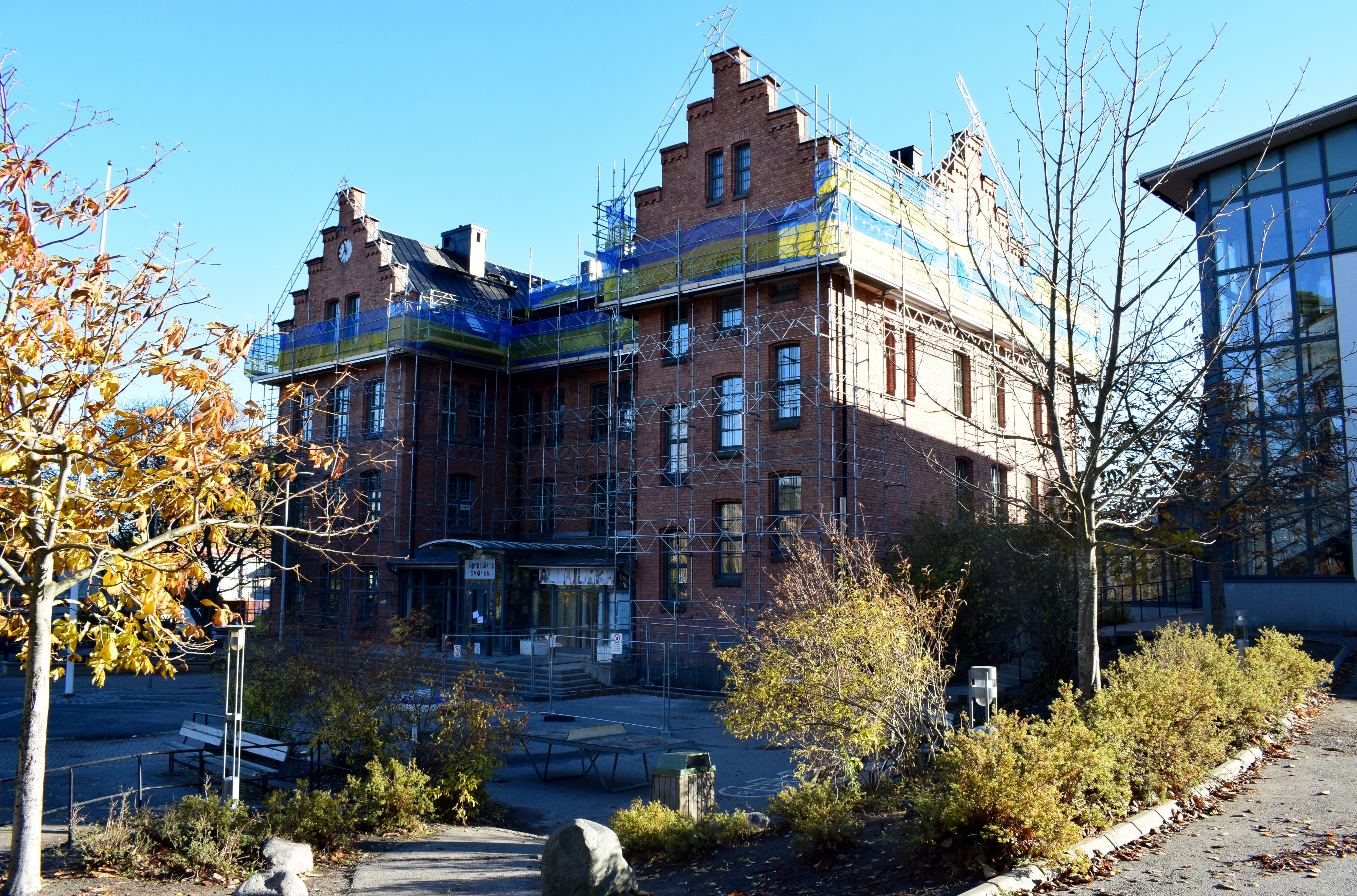
År 2018
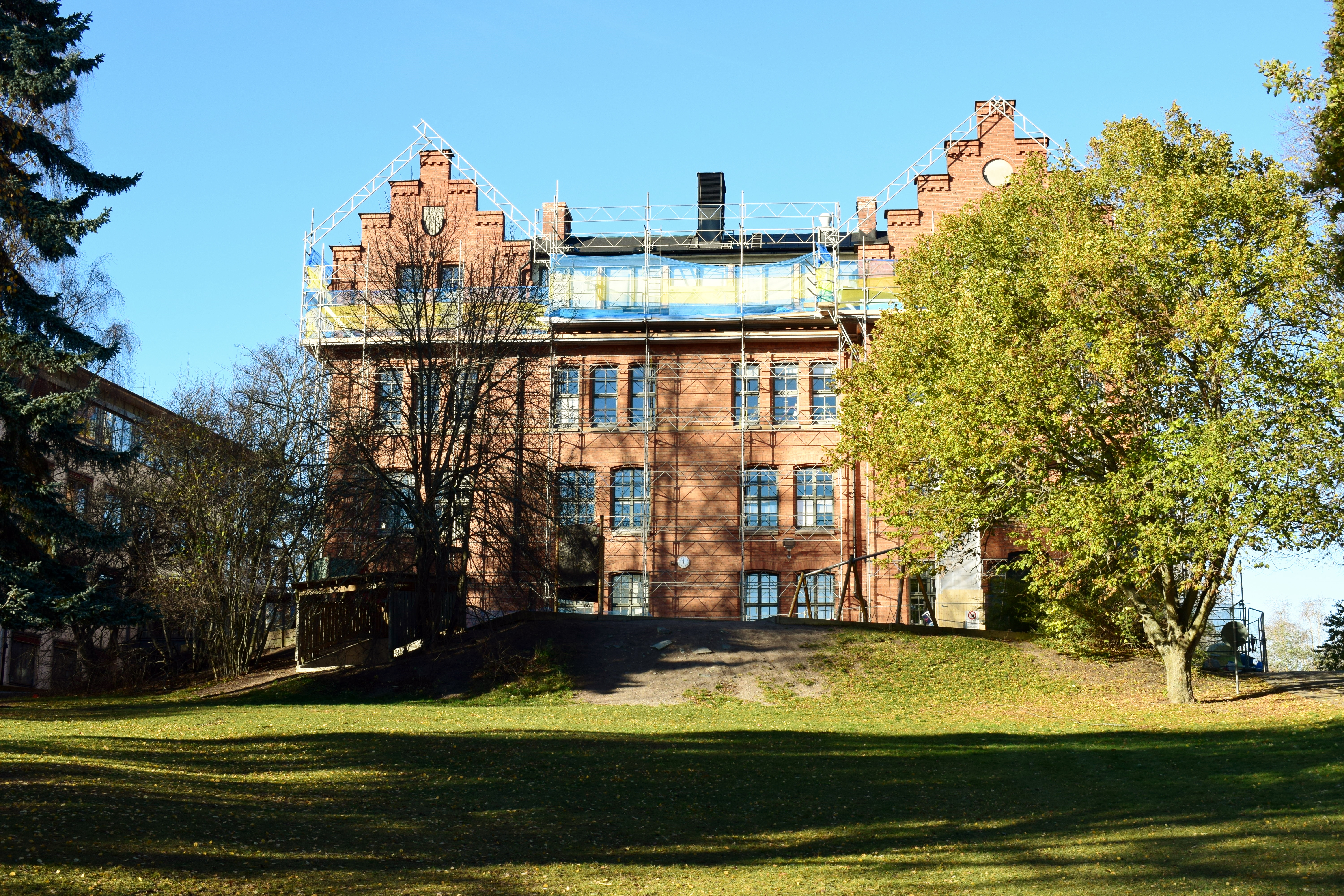
År 2018
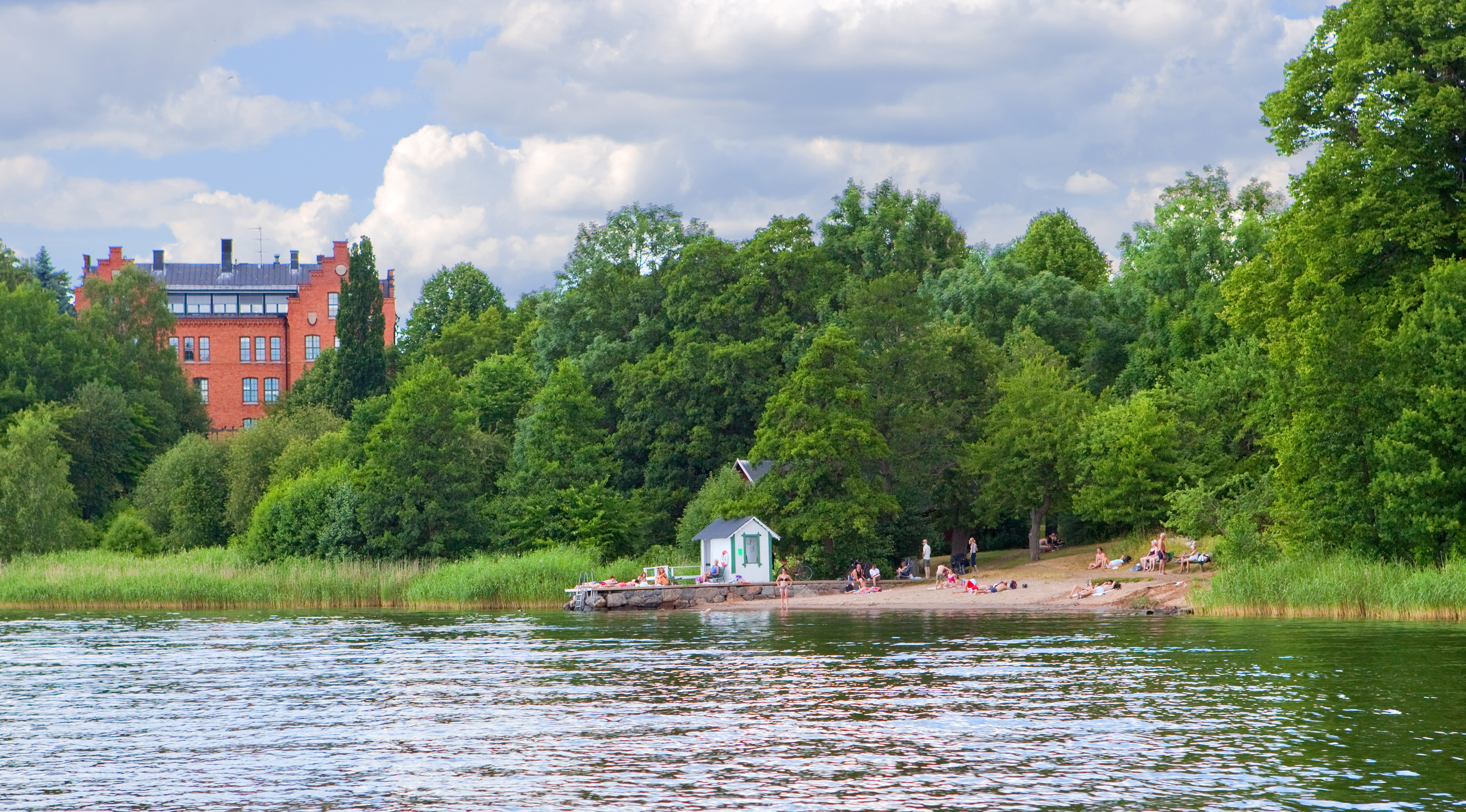
År 2010